# Järbo
För andra betydelser, se Järbo (olika betydelser).
Järbo är en tätort i Sandvikens kommun och kyrkbyn i Järbo socken. Järbo ligger omkring 15 kilometer norr om Sandviken. Före 1971 var Järbo centralort i Järbo landskommun. 

## Samhället
I Järbo finns Järbo kyrka, livsmedelsaffär (ICA), restaurang, skola, brandstation och ett litet bibliotek samt konstnären Ecke Hedbergs hem, Tallbo.

## Befolkningsutveckling
| Befolkningsutvecklingen i Järbo 1920–2020                                               | Befolkningsutvecklingen i Järbo 1920–2020 | Befolkningsutvecklingen i Järbo 1920–2020 | Befolkningsutvecklingen i Järbo 1920–2020 | Befolkningsutvecklingen i Järbo 1920–2020 |
| --------------------------------------------------------------------------------------- | ----------------------------------------- | ----------------------------------------- | ----------------------------------------- | ----------------------------------------- |
|                                                                                         |                                           |                                           |                                           |                                           |
| År                                                                                      |                                           |                                           | Folkmängd                                 | Areal (ha)                                |
| 1920                                                                                    | 1920                                      |                                           | 400                                       | ##                                        |
| 1930                                                                                    | 1930                                      |                                           | 388                                       | ##                                        |
| 1935                                                                                    | 1935                                      |                                           | 960                                       | ##                                        |
| 1940                                                                                    | 1940                                      |                                           | 1 160                                     | ##                                        |
| 1945                                                                                    | 1945                                      |                                           | 1 275                                     | ##                                        |
| 1950                                                                                    | 1950                                      |                                           | 1 459                                     | ##                                        |
| 1960                                                                                    | 1960                                      |                                           | 1 605                                     | 216                                       |
| 1965                                                                                    | 1965                                      |                                           | 1 771                                     | 221                                       |
| 1970                                                                                    | 1970                                      |                                           | 1 854                                     | 244                                       |
| 1975                                                                                    | 1975                                      |                                           | 1 835                                     | 250                                       |
| 1980                                                                                    | 1980                                      |                                           | 1 994                                     | 260                                       |
| 1990                                                                                    | 1990                                      |                                           | 1 978                                     | 255                                       |
| 1995                                                                                    | 1995                                      |                                           | 1 961                                     | 257                                       |
| 2000                                                                                    | 2000                                      |                                           | 1 861                                     | 257                                       |
| 2005                                                                                    | 2005                                      |                                           | 1 865                                     | 257                                       |
| 2010                                                                                    | 2010                                      |                                           | 1 801                                     | 256                                       |
| 2015                                                                                    | 2015                                      |                                           | 1 813                                     | 293                                       |
| 2020                                                                                    | 2020                                      |                                           | 1 770                                     | 248                                       |
| Anm.: 1935-1940 som Järbo med Finnäs. ## Som tätort/befolkningsagglomeration 1920–1950. |                                           |                                           |                                           |                                           |

Siffran för 1930 avsåg endast Järbo. Siffran för Finnäs var 331 invånare.

## Järnvägen
På Norra stambanan öppnades Järbo järnvägsstation år 1876. På en ritning från 1916 syns fyra parallella spår och ett stickspår som ledde in på sågverksområdet. Elektrifiering av järnvägen skedde 1935, och 1938 moderniserades stationshuset och byggdes ut. Med tiden så avvecklades trafiken och den 12 maj 1968 lades persontrafiken ner. 1982 ska stationshuset ha rivits. Järnvägen finns dock kvar, och genomgick flertalet banarbeten under åren 2009-2013.  I november 2008 revs det stora godsmagasinet.  På den ungefärliga platsen där stationshuset en gång stod ligger numera en teknikbyggnad.
Järnvägsbron som sträcker sig över Jädraån är 57 meter lång och den tredje bron i ordningen. Den kom på plats under oktober 2001 och ersatte den gamla järnvägsbron från 1915.

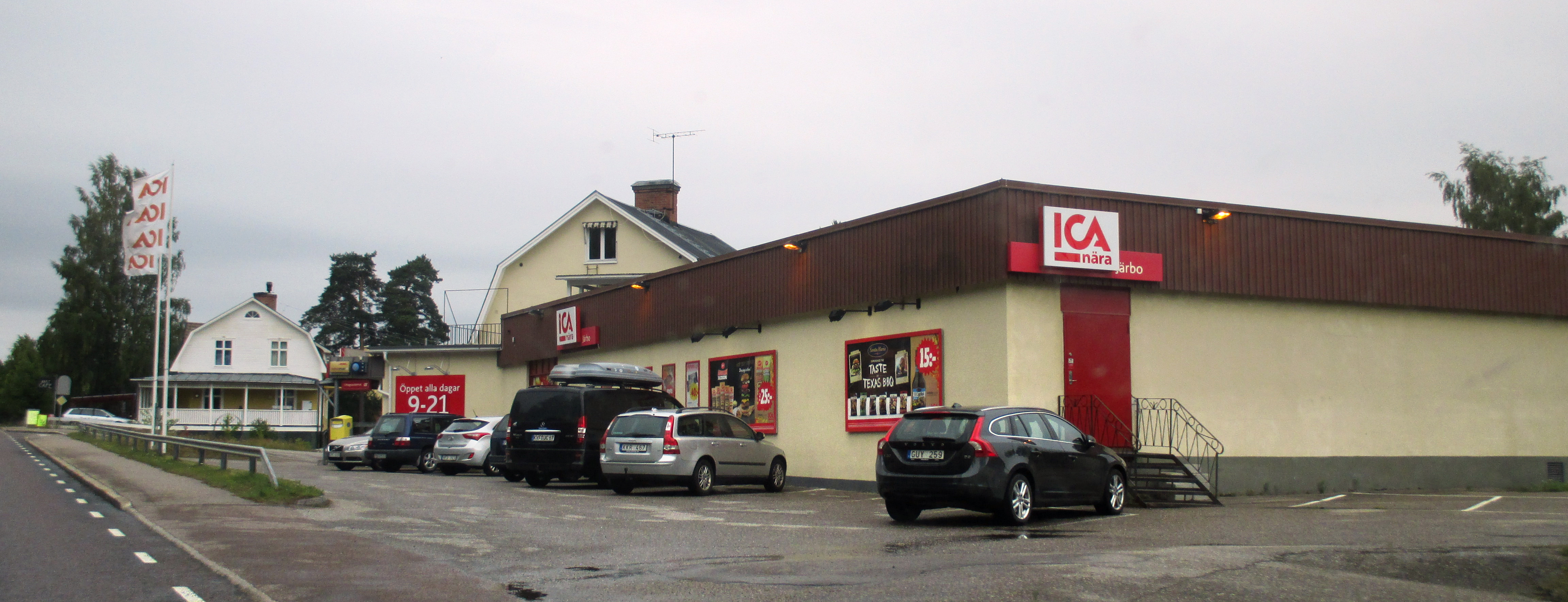
Bostadshus och livsmedelsaffär vid Kungsforsvägen år 2014.